# Algorisme C4.5

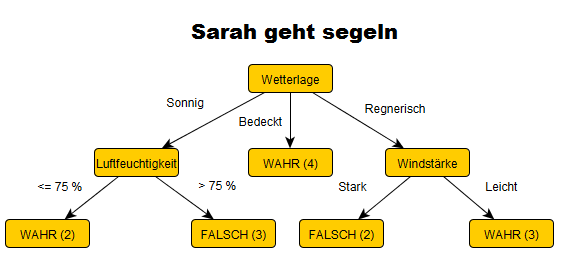
Fig.1 Exemple d'arbre de decisió generat amb l'algorisme C4.5

L'algorisme C4.5 en l'àmbit de la intel·ligència artificial, és un algorisme inventat per Ross Quinlan com a extensió del seu algorisme ID3. S'empra per a generar un arbre de decisió a partir d'un conjunt de dades. Aquests arbres de decisió generats per C4.5 poden ser utilitzats per a classificació, i per aquest motiu, C4.5 es coneic com un classificador estadístic. C4.5 també s'utilitza en l'aprenentatge automàtic i el processament de llenguatge natural.

## Propietats
C4.5 construeix arbres de decisió des d'un conjunt de dades d'entrenament de la mateixa forma en què ho fa ID3, emprant el concepte d'entropia d'informació. Les dades d'entrenament {\displaystyle S=s1,s2,...}són un grupo d'exemples ja classificats. Cada exemple {\displaystyle s_{i}=x_{1},x_{2},...} és un vector on {\displaystyle x_{1},x_{2},...} representen els atributs o característiques de l'exemple. Les dades d'entrenament són augmentades amb un vector {\displaystyle C=c_{1},c_{2},...}on {\displaystyle c_{1},c_{2},...} representen la classe a la qual pertany cada mostra.
En cada node de l'arbre, C4.5 escull un atribut de les dades que divideixen més eficaçment el conjunt de mostres en subconjunts enriquits en una classe o altra. El criteri és el normaltizat per a guany d'información (diferència d'entropia) que resulta de l'elecció d'un atribut per a dividir les dades. L'atribut amb el major guany d'informació normalitzada s'escull com a paràmetre de decisió. L'algorisme C4.5 divideix recursivament en subllistes més petites.